# Ravel (Puy-de-Dôme)
Ravel é uma comuna francesa na região administrativa de Auvérnia-Ródano-Alpes, no departamento Puy-de-Dôme. Estende-se por uma área de 9,95 km². Em 2010 a comuna tinha 762 habitantes (densidade: 76,6 hab./km²).